# 1974 FJ
1974 FJ är en asteroid i huvudbältet som upptäcktes den 22 mars 1974 av den chilenske astronomen Carlos R. Torres vid Cerro El Roble Station.
Asteroiden har en diameter på ungefär 3 kilometer.